# Liste der Baudenkmäler in Herrsching am Ammersee

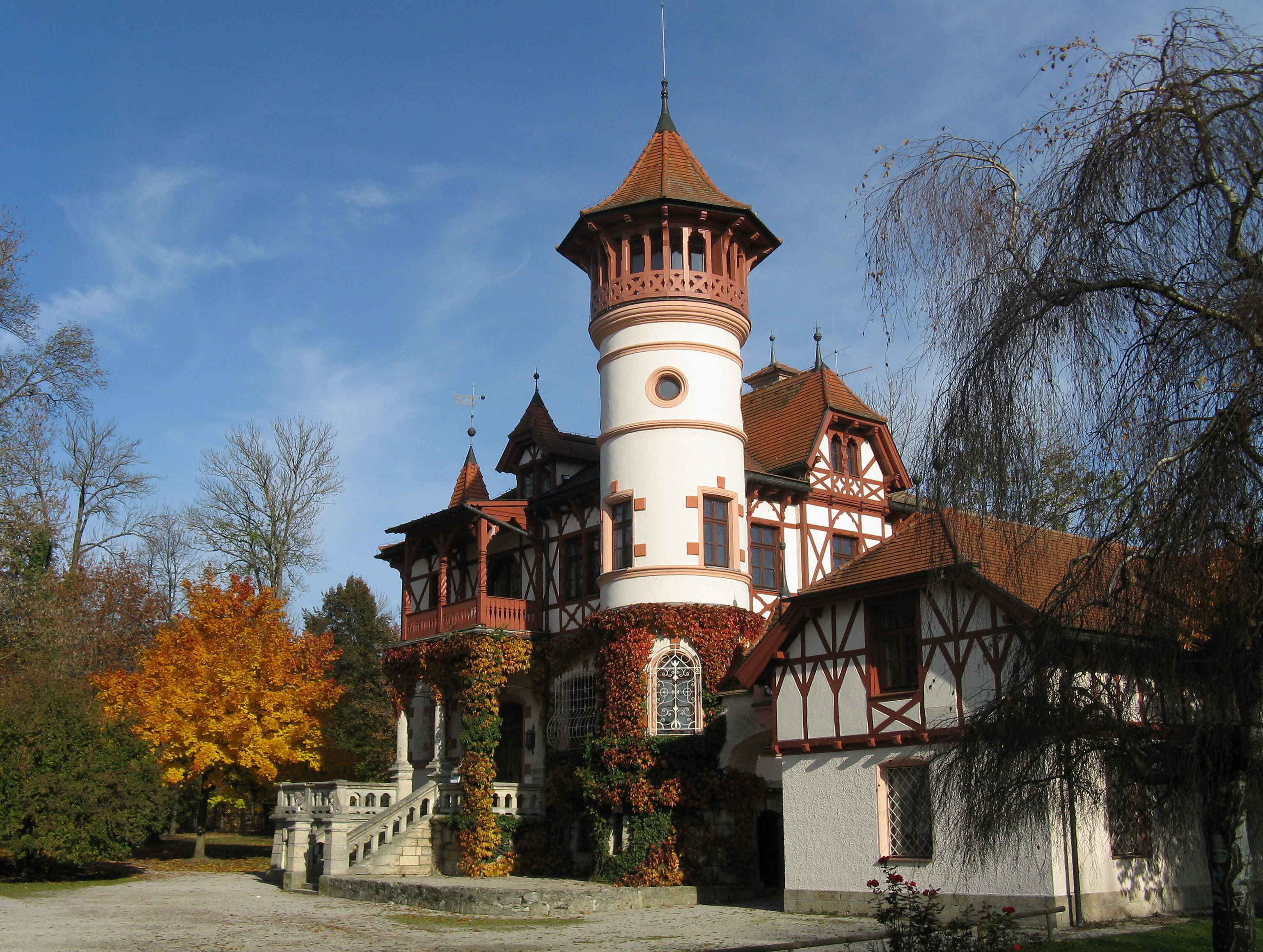
Kurparkschlösschen in Herrsching am Ammersee

Auf dieser Seite sind die Baudenkmäler in der oberbayerischen Gemeinde Herrsching am Ammersee zusammengestellt. Diese Tabelle ist eine Teilliste der Liste der Baudenkmäler in Bayern. Grundlage ist die Bayerische Denkmalliste, die auf Basis des Bayerischen Denkmalschutzgesetzes vom 1. Oktober 1973 erstmals erstellt wurde und seither durch das Bayerische Landesamt für Denkmalpflege geführt wird. Die folgenden Angaben ersetzen nicht die rechtsverbindliche Auskunft der Denkmalschutzbehörde.

## Baudenkmäler nach Ortsteilen

### Herrsching
| Lage                                                   | Objekt                                 | Beschreibung | Akten-Nr.              | Bild           |
| ------------------------------------------------------ | -------------------------------------- | --- | ---------------------- | -------------- |
| Andechsstraße 1 a, 1 b (Standort)                      | Gasthof und ehemalige Poststation      | Zweigeschossiger Satteldachbau, 1817, im Kern wohl 16. Jahrhundert; mit historischer Ausstattung | D-1-88-124-1 Wikidata  | weitere Bilder |
| Andechsstraße 4 (Standort)                             | Ehemaliges Bauernhaus                  | Verputzter Mitterstallbau mit Tennentor, erste Hälfte 19. Jahrhundert | D-1-88-124-2 Wikidata  | weitere Bilder |
| Bahnhofsplatz 1, 2 (Standort)                          | Bahnhof und Gaststätte                 | Zweigeschossige, durch eine offene Wartehalle miteinander verbundene Bauten mit Schopfwalmdächern, Risaliten und Gauben, 1903/04; an Nr. 1 reich geschmiedete Erdgeschossgitter in Jugendstilformen | D-1-88-124-40 Wikidata | weitere Bilder |
| Bahnhofsplatz 3 (Standort)                             | Verkaufskiosk                          | Touristeninformationsstelle und ehemaliger Ausstellungsraum und Verkaufskiosk, kleiner, eingeschossiger Mansarddachbau mit dorischen Säulen, in neuklassizistischem Stil, um 1910 | D-1-88-124-3 Wikidata  | Verkaufskiosk  |
| Bahnhofstraße 6; Bahnhofstraße 8 (Standort)            | Kirche St. Nikolaus                    | Katholische Pfarrkirche, Saalbau mit eingezogenem Chor, Turm und Chor spätgotisch; mit Ausstattung; Langhaus 1927 erweitert, nach Plänen von Richard Steidle. Im ehemaligen Friedhof Kriegerdenkmal von Hermann Rainer, 1922 Ist derzeit wegen statischer Probleme geschlossen, wird demnächst in einen Saal und eine Kapelle umgewandelt. | D-1-88-124-4 Wikidata  | weitere Bilder |
| Keramikstraße 6 (Standort)                             | Einfamilienhaus                        | Erdgeschossiger Zeltdachbau mit Gauben und großem Zwerchgiebel, Seitenflügel mit Durchfahrt, im Reformstil, um 1905 | D-1-88-124-6 Wikidata  | weitere Bilder |
| Lehrstraße 2 (Standort)                                | Villa                                  | Zweigeschossiger Walmdachbau, mit großem asymmetrischem Giebelrisalit mit zwei Schweifgiebeln, im barockisierenden Jugendstil, um 1905 | D-1-88-124-7 Wikidata  | weitere Bilder |
| Leitenhöhe 20; Leitenhöhe 18; Leitenhöhe 22 (Standort) | Villa                                  | Zweigeschossig mit Mansardwalmdach, barockisierend, von Arnulf Bleibinhaus, 1922/23; Nebengebäude mit Mansardwalmdach, gleichzeitig; Parkanlage | D-1-88-124-8 Wikidata  | Villa          |
| Madeleine-Ruoff-Straße 2 (Standort)                    | Erlöserkirche                          | Evangelisch-Lutherische Kirche, tonnengewölbtes Langhaus mit runder Apsis und einseitiger Empore, in reduziertem neuklassizistischen Stil, von Roderich Fick, 1955; mit Ausstattung; Campanile, über Rundbogen mit Kirchenbau verbunden | D-1-88-124-37 Wikidata | weitere Bilder |
| Mitterweg 12 (Standort)                                | Friedhof                               | Friedhofsanlage mit neubarockem Leichenhaus, 1926/1927 von Roderich Fick | D-1-88-124-5 Wikidata  | weitere Bilder |
| Prinzenhöhe 6 (Standort)                               | Kirche St. Martin                      | Katholische Filialkirche, spätmittelalterlich; barocker Ausbau im 18. Jahrhundert; mit Ausstattung; ehemaliger Friedhof mit schmiedeeisernen Grabkreuzen des 18. bis frühen 20. Jahrhunderts | D-1-88-124-9 Wikidata  | weitere Bilder |
| Scheuermannstraße 1 (Standort)                         | Wohnhaus                               | Zweigeschossiger Walmdachbau, in reduzierten neuklassizistischen Formen, von Roderich Fick, um 1930 | D-1-88-124-10 Wikidata | weitere Bilder |
| Scheuermannstraße 1, 3, 5 (Standort)                   | Kurparkschlösschen (Villa Scheuermann) | Ehemalige Villa im oberbayerischen Herrsching und wurde 1888/89 für den Maler Ludwig Scheuermann errichtet. Das denkmalgeschützte Ensemble besteht aus der Villa, einer einstöckigen Remise und dem umgebenden Kurpark. Heute wird es für Trauungen und Veranstaltungen genutzt.                                                           | D-1-88-124-11          | weitere Bilder |
| Schmidschneider- straße 19 (Standort)                  | Villa Ruoff                            | Zweigeschossiger Mansardwalmdachbau mit Dreiecksgiebel-Risalit und Putzgliederungen, in neuklassizistischen Formen, um 1920 | D-1-88-124-12 Wikidata | weitere Bilder |

### Breitbrunn am Ammersee
| Lage                                        | Objekt                                               | Beschreibung | Akten-Nr.              | Bild           |
| ------------------------------------------- | ---------------------------------------------------- | --- | ---------------------- | -------------- |
| Hauptstraße 12 (Standort)                   | Taglöhnerhaus                                        | Obergeschoss wohl Blockbau, verbretterter Giebel, Flachsatteldach, zweite Hälfte 18. Jahrhundert                                                        | D-1-88-124-13 Wikidata | Taglöhnerhaus  |
| Kirchstraße 9 (Standort)                    | Alte katholische Pfarrkirche St. Johannes der Täufer | Alte katholische Pfarrkirche, im Kern wohl 13. Jahrhundert, Langhaus wohl 16. Jahrhundert; mit Ausstattung; Friedhof um die Kirche, mit Umfassungsmauer | D-1-88-124-15 Wikidata | weitere Bilder |
| Kirchstraße 18; Münchener Straße (Standort) | Villa                                                | Villa mit reich gestalteten Dächern und Gauben, mit Altane, Erker und Stuckreliefs, im Reformstil, um 1910; mit Garteneinfriedung an der Westseite      | D-1-88-124-17 Wikidata | Villa          |
| Münchner Straße 15 (Standort)               | Wohnhaus                                             | Kleiner erdgeschossiger Satteldachbau, biedermeierlich, Mitte 19. Jahrhundert                                                                           | D-1-88-124-16 Wikidata | Wohnhaus       |
| Nähe St 2067 (Standort)                     | Bildstock                                            | Bildstock gemauert, 1947 | D-1-88-124-19 Wikidata | Bildstock      |
| Seestraße 24 (Standort)                     | Landhaus                                             | Zweigeschossiger Holzblockbau mit Walmdach, Zwerchhaus und Polygonerker, von Michael Bauer und Erwin Bauer, 1919                                        | D-1-88-124-18 Wikidata | Landhaus       |
| Winkel (Standort)                           | Waldkapelle                                          | Kleiner Satteldachbau mit Dachreiter, neugotisch, bezeichnet 1846                                                                                       | D-1-88-124-14 Wikidata | weitere Bilder |

### Lochschwab
| Lage                                          | Objekt                           | Beschreibung | Akten-Nr.              | Bild           |
| --------------------------------------------- | -------------------------------- | --- | ---------------------- | -------------- |
| Am Fendlbach 9 b (Standort)                   | Villa Sturm                      | Eingeschossiger Mansardwalmdachbau mit Loggia und Freitreppe, im Reformstil, für den Kommerzienrat Adolf Sturm erbaut, von August Pittino, 1907/08, in den 1920er Jahren umgestaltet; mit Ausstattung; Gärtnerhaus, mit steilem Zeltdach, von Josef Siglstetter, 1911. | D-1-88-124-39 Wikidata | weitere Bilder |
| Gachenaustraße 53 (Standort)                  | Villa                            | Zweigeschossiger Walmdachbau in Formen der Neurenaissance, mit Eckquaderung, korinthischer Pilastergliederung und Stuckornamenten, vor 1904; mit schmiedeeiserner Einfriedung und Toreinfahrt, gleichzeitig. | D-1-88-124-26 Wikidata | weitere Bilder |
| Hermann-Rainer-Straße 3 (Standort)            | Villa                            | Zweigeschossiger Schopfwalmdachbau mit Zeltdachturm, Loggien und Neurenaissance-Gliederung, um 1900. | D-1-88-124-27 Wikidata | weitere Bilder |
| Rauscher Straße 2, 4, 6, 8, 10, 12 (Standort) | Bayerische Beamtenfachhochschule | Ehemalige Reichsfinanzschule, ausgedehnter Gebäudekomplex, nach Entwürfen von Ministerialrat Fiedler, 1935 ff.: langgestreckter dreigeschossiger Hauptbau (Bau C) von 1935/37, um kurze Trakte an beiden Enden und in der Mitte (Treppenhaus) nach Norden erweitert, in die niedrigen, winkelförmig anschließenden Flügel (Bau B und C) von 1937/39 östlich der wuchtige Wasser- und Wohnturm, westlich die monumentale sogenannte Feierhalle einbezogen; zugehörig Laubengänge, drei Lehrerhäuser, Pförtnerhaus und Reste der Ummauerung (Zur Geschichte des Bauwerks) | D-1-88-124-41          | weitere Bilder |
| Rieder Straße 69 (Standort)                   | Villa Passow                     | Zweigeschossiger, barockisierender Mansardwalmdachbau mit Risalit mit Schweifgiebel, 1898; eingeschossiges Nebengebäude mit Schweifgiebel und barockisierenden Zierelementen, um 1900; Parkanlage, Ende 19. Jahrhundert; schmiedeeisernes Einfahrtstor, gleichzeitig. | D-1-88-124-29 Wikidata | weitere Bilder |

### Mühlfeld
| Lage                                     | Objekt                          | Beschreibung | Akten-Nr.              | Bild           |
| ---------------------------------------- | ------------------------------- | --- | ---------------------- | -------------- |
| Mühlfeld 10 (Standort)                   | Villa Wieland                   | Zweigeschossiger Walmdachbau über Sockelgeschoss, im Reformstil, für den Maler Manuel Wieland erbaut, um 1910/15; Gartenhaus zeitgleich. | D-1-88-124-22 Wikidata | weitere Bilder |
| Mühlfeld 16 (Standort)                   | Ehemalige Sägmühle mit Wohnhaus | Zweigeschossiger Satteldachbau mit Zwerchhaus, im Kern 17./18. Jahrhundert, ab 1921 von Roderich Fick für sich selbst umgebaut; dazu Werkstattgebäude mit Wasserführung (Düker) und Mühlrad, Garagen-Nebengebäude und ummauerter Garten. | D-1-88-124-23 Wikidata | weitere Bilder |
| Mühlfeld 20 (Standort)                   | Schloss Mühlfeld                | Schlichter, zweigeschossiger Walmdachbau mit Zwiebelturm, wohl von Herzog Albrecht V. erbaut, Mitte 16. Jahrhundert, Ausbauten 17./18. Jahrhundert, von 1597 bis 1803 Andechser Klosterhofmarksschloss; mit Ausstattung; östlich angebaute Schlosskapelle, barock; mit Ausstattung; Schlosseinfriedungsmauer, zum Teil mit Zinnen, mit Rundtürmchen und Hoftor; Parkanlage; Gedenkstein für General Friedrich v. Winter, 1857, im Park. | D-1-88-124-20 Wikidata | weitere Bilder |
| In Mühlfeld (vor dem Schloss) (Standort) | Wegkreuz                        | Wegkreuz mit Giebelhäuschen und floraler Holzsägearbeit, bezeichnet 1862. | D-1-88-124-21 Wikidata | Wegkreuz       |

### Rausch
| Lage                | Objekt  | Beschreibung                                                                                                  | Akten-Nr.              | Bild           |
| ------------------- | ------- | --- | ---------------------- | -------------- |
| Rausch 2 (Standort) | Kapelle | Kleiner Satteldachbau mit Apsis und Dachreiter, barocke Formen aufgreifend, bezeichnet 1826, mit Ausstattung. | D-1-88-124-24 Wikidata | weitere Bilder |

### Ried
| Lage                          | Objekt             | Beschreibung | Akten-Nr.              | Bild           |
| ----------------------------- | ------------------ | --- | ---------------------- | -------------- |
| Rezensried 2, 6, 8 (Standort) | Schloss Rezensried | Ehemaliger Sommersitz der Äbte von Kloster Fürstenfeld, dreigeschossiger Mansarddachbau, 17./18. Jahrhundert, Äußeres Anfang 20. Jahrhundert; mit Ausstattung; an der Ostseite angebaute Schlosskapelle St. Michael, 1572 (westlicher Anbau neuzeitlich), mit Ausstattung; ehemalige Schlossökonomie, eingeschossiger Satteldachbau, um 1900; ornamentierter Holzschupfen, um 1900. | D-1-88-124-25 Wikidata | weitere Bilder |
| Ried 16 (Standort)            | Landhaus Uhlenried | Zweigeschossiger Walmdachbau, in neuklassizistischen Formen, von Roderich Fick, 1929. | D-1-88-124-38 Wikidata | weitere Bilder |

### Wartaweil
| Lage                    | Objekt                     | Beschreibung | Akten-Nr.              | Bild           |
| ----------------------- | -------------------------- | --- | ---------------------- | -------------- |
| Im Seemoos. (Standort)  | Weiße Säule                | Orientierungssäule, Tuffsteinpfeiler am Seeufer zur Orientierung für Pilger und Fischer, um 1629.                                                                                   | D-1-88-124-33 Wikidata | weitere Bilder |
| Ramsee (Standort)       | Denkmal für den Ort Ramsee | Kunststeinpfeiler mit flachem Zeltdach; eingelassene Rotmarmorplatte mit Inschrift: Hier stand / die Ortschaft Ramsee / mit Kirchlein / St. Nikolaus / Abgebrochen 1860 resp. 1864. | D-1-88-124-32 Wikidata | weitere Bilder |
| Wartaweil 79 (Standort) | Schlösschen Wartaweil      | Zweigeschossiger Walmdachbau mit vier Ecktürmchen. Ursprünglich neugotisch, errichtet 1900 für den Kunstmaler George Daris von Architekt Josef Hörauf, 1966 umgebaut.               | D-1-88-124-31 Wikidata | weitere Bilder |

### Widdersberg
| Lage                    | Objekt             | Beschreibung | Akten-Nr.              | Bild           |
| ----------------------- | ------------------ | --- | ---------------------- | -------------- |
| Burgstraße 7 (Standort) | Villa von Zobelitz | Eingeschossiger, neuklassizistischer Mansarddachbau mit Zwerchgiebel, von W. Käb, 1912.                                                    | D-1-88-124-34 Wikidata | weitere Bilder |
| Kirchplatz 1 (Standort) | Kirche St. Michael | Katholische Filialkirche, spätgotische Anlage ab 1521, verändert um 1770 und im 19. Jahrhundert; mit Ausstattung; Friedhof mit Ummauerung. | D-1-88-124-36 Wikidata | weitere Bilder |
| Kirchplatz 6 (Standort) | Villa Ehmcke       | Langgestreckter, zweigeschossiger Walmdachbau, im Stil des Neuklassizismus, von Prof. Göschel, 1922/24.                                    | D-1-88-124-35 Wikidata | Villa Ehmcke   |

## Ehemalige Baudenkmäler
In diesem Abschnitt sind Objekte aufgeführt, die früher einmal in der Denkmalliste eingetragen waren, jetzt aber nicht mehr. Objekte, die in anderem Zusammenhang – also z. B. als Teil eines Baudenkmals – weiter eingetragen sind, sollen hier nicht aufgeführt werden. Aktennummern in diesem Abschnitt sind ehemalige, jetzt nicht mehr gültige Aktennummern.

| Lage                                   | Objekt          | Beschreibung | Akten-Nr. | Bild |
| -------------------------------------- | --------------- | --- | --------- | ---- |
| Lochschwab Rieder Straße 38 (Standort) | Ökonomiegebäude | Ökonomiegebäude und Wohnhaus (ehemaliges Kutscher- und Gärtnerhaus der Villa Bochert), erdgeschossiger Langtrakt mit fünf Zwerchgiebeln, Anfang 20. Jahrhundert. |           | BW   |
| Lochschwab Rieder Straße 63 (Standort) | Geländer        | Eingebautes barockes Balustergeländer vom alten Münchner Rathaus.                                                                                                |           | BW   |